# リュクシアナ
リュクシアナ（Lucciana (コルシカ語発音: [lutˈtʃaːna], イタリア語: [lutˈtʃaːna], フランス語: [lutʃ(j)ana])）は、フランス、コルシカ島、オート＝コルス県の都市。

## 地理

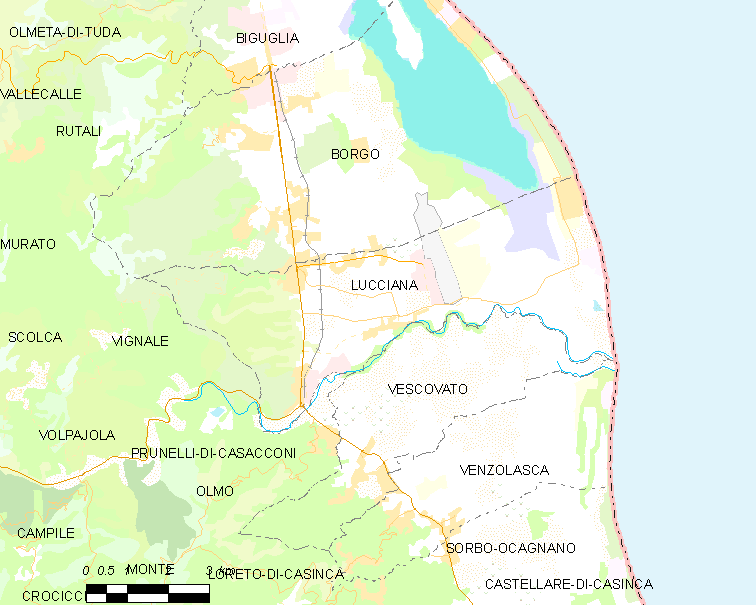
リュクシアナの位置

コルス島東部沿岸に位置し、バスティアの都市圏の20km南に位置する。
コミューンは、島北東部のデサ・デ・モン（deçà des monts、コルス語でCismonte）または『コルスの結晶片岩』と呼ばれる地帯に位置する。ここはカップ・コルスの鎖状の山地または尾根とされる部分で、サン・ペドローヌ山およびカルダーヌ峰によってゴロ川の水隙の南に続く。山は山頂から西に伸びており、隣接するコミューンのヴィニャールとの境界となり、東のティレニア海に面する堆積地帯のマラナ潟（ビグリア潟、fr）へ向かう。
リュクシアナの海に向けた正面玄関は、北のマラナ潟から南のゴロ河口までである。ゴロ川はコミューン南部の境界となっている。川は海に注ぐまでに幾度も蛇行する。
リュクシアナは道路交通と鉄道の重要な地である。コルシカ鉄道のリュクシアナ駅とカザモッザ駅がある。

### 都市の外観
リュクシアナの村は、ラゴラジャ山の北側ふもとにある岩の頂上にある。この岩の標高は526mである。15世紀にマラリアが頻発し、地中海に面したこの地域での不安定さが増大したため、マリアナ出身の世帯が村を作った。ケルシターナ地区には、現在、サン・フランソワ修道院の遺構が残る。

## 歴史
古代、マリアナ（fr）は紀元前93年にガイウス・マリウスによってコルスに設置されたローマの主要植民地であった。マリアナは、ローマ植民地の主都アレリアに依存していた（アレリアの最初の建設者はフェニキア人である）。5世紀にキリスト教の古いマリアナ司教座が設置され、聖座と直接つながった。マリアナは1092年にピサ共和国に、その後1130年にジェノヴァ共和国に併合された。1269年から1570年まで、マリアナ司教の力は衰えた。1570年以降、リュクシアナはバスティア司教座に含まれている。
『ラ・カノニカ』（La Canonica）と呼ばれるサンタ・マリア・アスンタ聖堂は11世紀に建設された。サラセン人によって建物は解体されたため、大司教ピエロ・ディ・ピサは聖堂を1119年に奉献した。1886年にコルスを訪れた後のプロスペル・メリメが、聖堂を歴史的記念物とした。2003年にはモナコ大公レーニエ3世が神聖なる奉仕を捧げ、リュクシアナ出身の現代画家・彫刻家であるマリー・クロード・セイ・ドミニシによるブロンズの大きなキリスト像が奉納された。
言い伝えによると、リュクシアナの村はアレリアの建設者ガイウス・マリウスとルキウス・スッラの間の競争で生まれたとされる。ルキウス・スッラはマリアナの登場をうらやましく思い、リュクシアナと呼ばれる新たな植民地をつくったのだという。
1863年、カトリック聖職者ガレッティは、エトルリア人とローマ人に帰属するいくつかの痕跡が見つかったと、論文の中でふれている。彼は村の近くで古代の浴場があったことに言及し、さらには現代の道が開かれたときにも見つかっている。
2017年、フィリップ・シャポン率いる国立考古学研究所のチームが、ミトラ教信仰に捧げられた聖域である最古のミトラエウム（mithræum）を、コルスで特定した。

## 人口統計
参照元:1962年から1999年までは複数コミューンに住所登録をする者の重複分を除いたもの。それ以降は当該コミューンの人口統計によるもの。1999年までEHESS/Cassini、2006年以降INSEE。

## 史跡

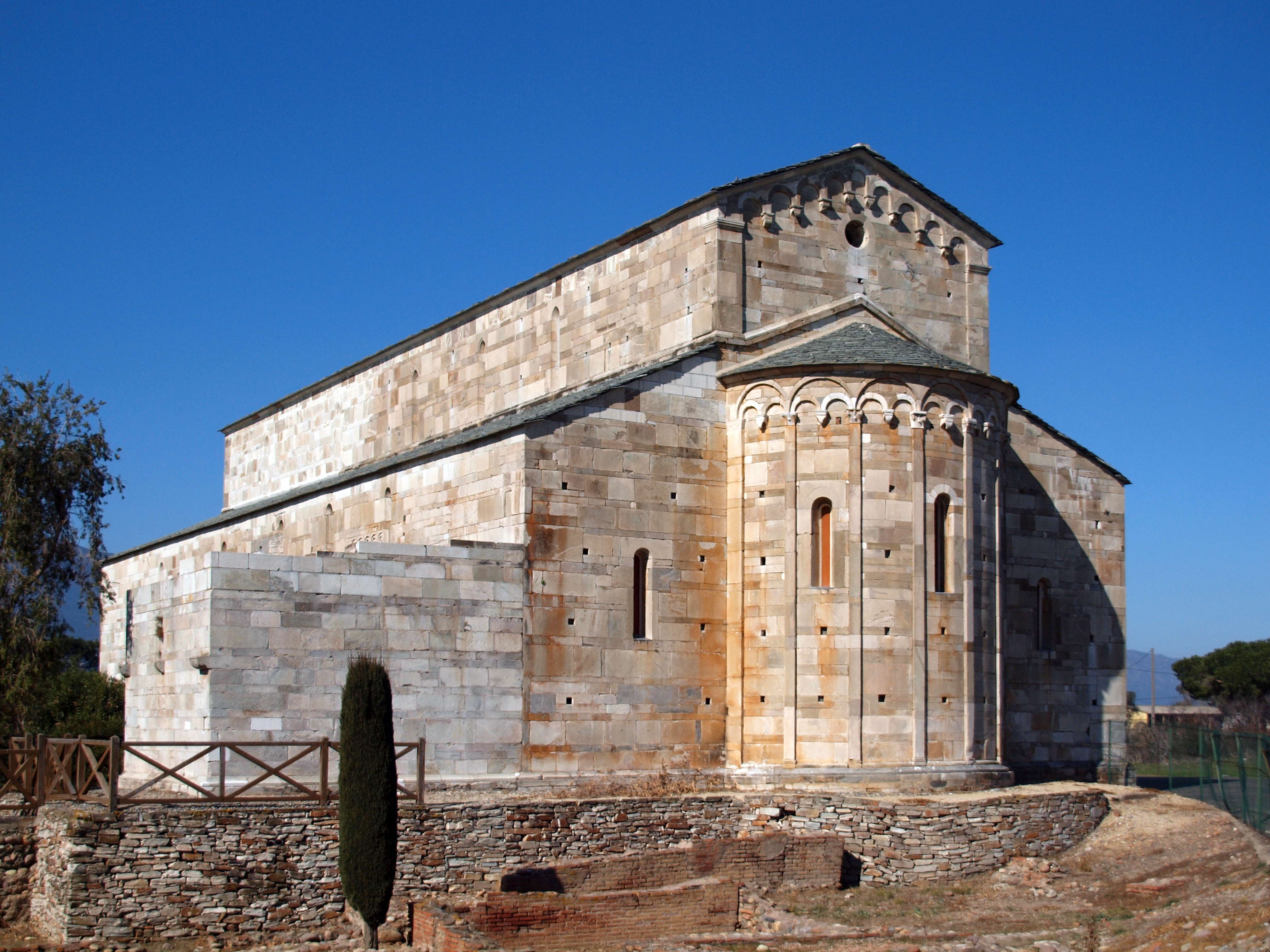
ラ・カノニカ
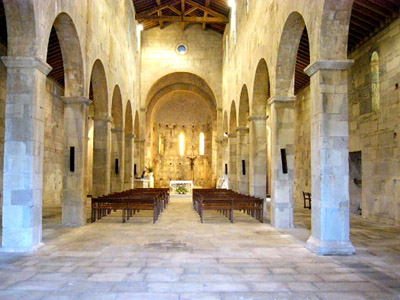
ラ・カノニカ
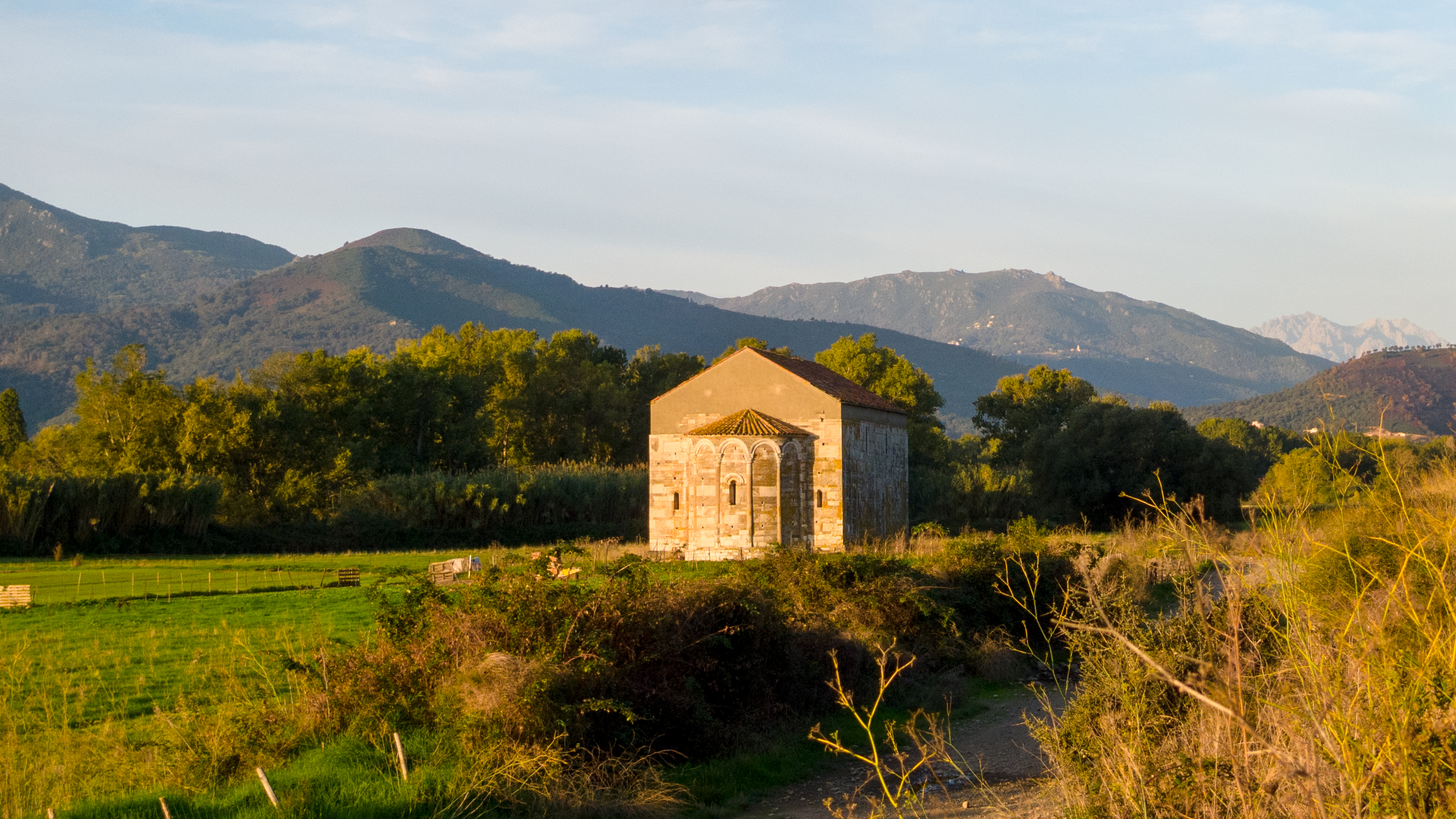
サン・パルテオ教会
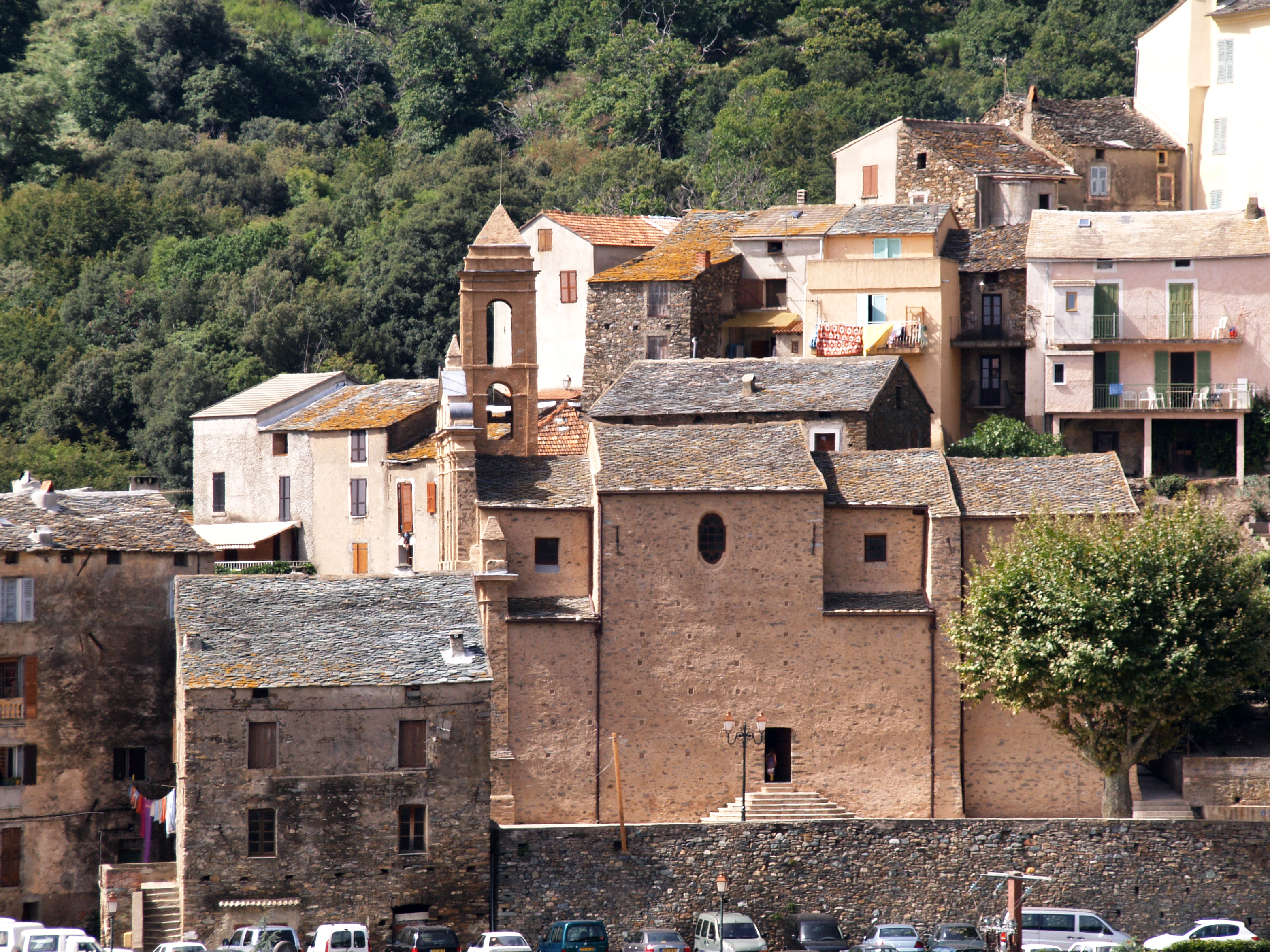
サン・ミシェル教会
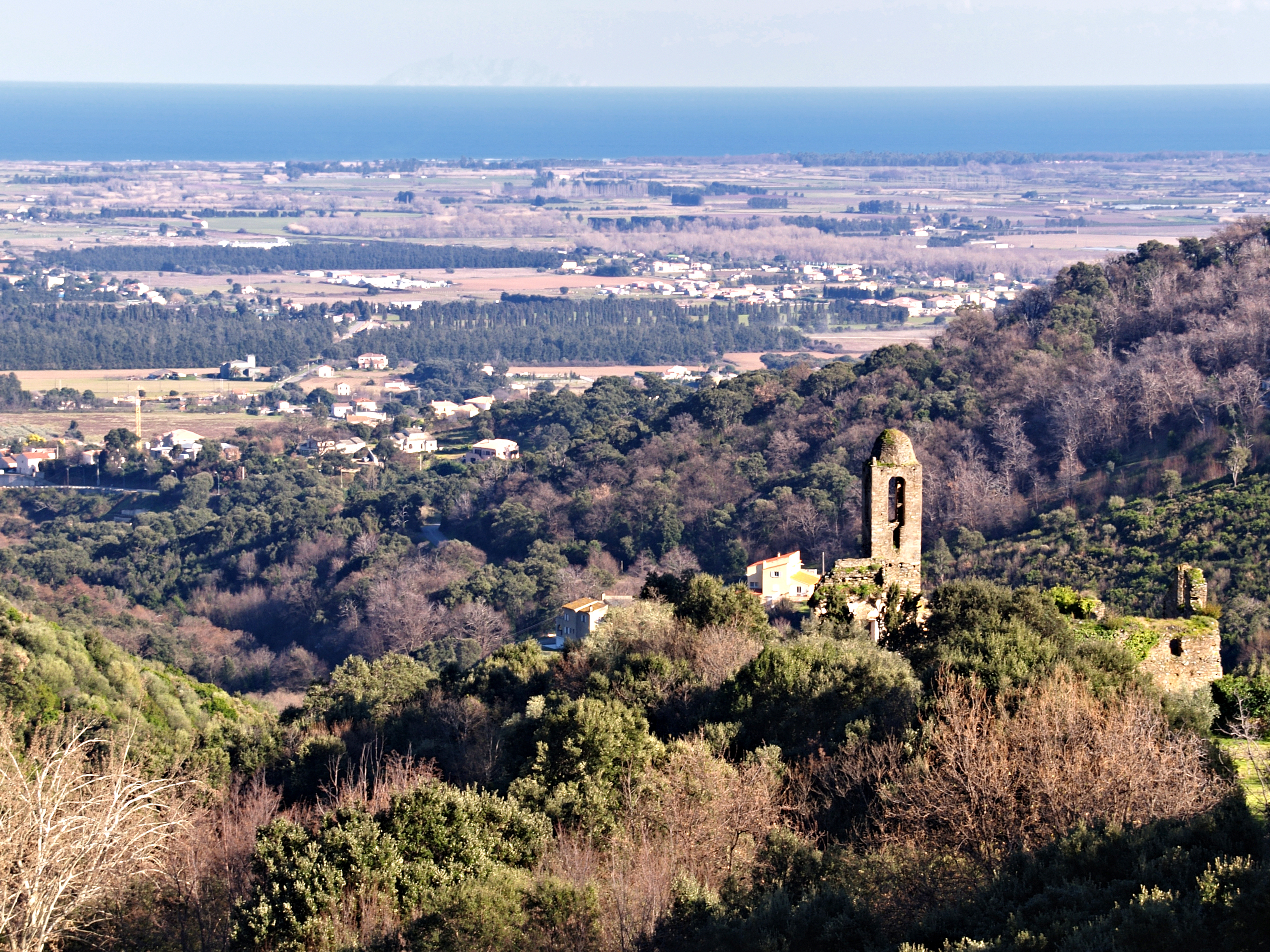
サン・フランソワ修道院の遺構とマラナの海岸平野